# 1. Knjaschi
1. Knjaschi (russisch 1-й Княжий) ist ein Weiler (chutor) im Sudschanski rajon der Oblast Kursk und Vorort von Sudscha. 2010 hatte er 192 Einwohner.

## Geographie
Der Weiler liegt am Fluss Sudscha und seinem Nebenfluss Loknja, 87 km südwestlich von Kursk, 3 km nordwestlich des Rajonzentrums, der Stadt Sudscha.
Das Klima ist gemäßigt kontinental mit warmen Sommern und mäßig kalten Wintern. Die durchschnittliche Jahrestemperatur beträgt 5,9 °C. Die durchschnittliche Lufttemperatur des wärmsten Monats (Juli) beträgt 19,6 °C (absolutes Maximum bei 39 °C); des kältesten Monats (Januar) liegt bei −7,9 °C (absolutes Minimum bei −37 °C). Die frostfreie Zeit beträgt 155 Tage. Der durchschnittliche Jahresniederschlag beträgt 639 mm.

## Geschichte
Das Dorf wurde im August 2024 im Rahmen der Kursk-Offensive 2024 von ukrainischen Truppen eingenommen.